# محمد دوماتش
محمد دوماتش (بالتركية: Mehmet Domaç)‏, (ولد: 20 أبريل 1950, «تيرَبولو» في غيرَسُنْ, تركيا) سياسي تركي. ونائب سابق في البرلمان التركي لأكثر من دورة ممثلا عن حزب العدالة والتنمية.